# Sotirios Bretas
Sotirios Bretas –en griego, Σωτήριος Μπρέτας– (Volos, 12 de marzo de 1990) es un deportista griego que compite en ciclismo en la modalidad de pista. Ganó dos medallas de bronce en el Campeonato Europeo de Ciclismo en Pista de 2020, en las pruebas de velocidad por equipos y keirin.

## Medallero internacional
| Campeonato Europeo | Campeonato Europeo | Campeonato Europeo | Campeonato Europeo    |
| Año                | Lugar              | Medalla            | Competición           |
| ------------------ | ------------------ | ------------------ | --------------------- |
| 2020               | Plovdiv (Bulgaria) | Medalla de bronce  | Velocidad por equipos |
| 2020               | Plovdiv (Bulgaria) | Medalla de bronce  | Keirin                |